# 최양숙
최양숙(1937년),함경남도 원산출생이며 대한민국의 가수이다. 1958년 '눈이 내리네'로 데뷔를 하였다. 1966년 제2회 TBC 가요대상에서 '황혼의 엘레지'로 대상을 수상하였다. 대표곡으로 황혼의 엘레지,가을편지,세노야 등 수많은 곡이 있다. 준수한 외모와 서정적인 음색으로 1960~70년대 걸쳐 대중적인 인기를 누렸다. 

## 학력
- 서울대학교 성악학과 (졸업)

## 경력
- 중앙방송국 합창단